# Relations entre la France et les Palaos
Les relations entre la France et Palaos font références aux relations bilatérales entre la France et Palaos. La République française entretient des relations diplomatiques avec la République des Palaos depuis 1997 ; Territoire autonome en libre association avec les États-Unis depuis 1978 après leur refus d'intégrer les États fédérés de Micronésie, les Palaos deviennent une République indépendante le 1er octobre 1994, même si la politique étrangère, la défense et la sécurité continuent de dépendre des États-Unis.
La France est représentée par un ambassadeur résident à Manille depuis 1997, également accrédité auprès de la Micronésie et des Îles Marshall, alors que les Palaos n'ont pas de représentation diplomatique en France. La France dispose d’un consul honoraire à Koror.
Palaos est membre du Forum des îles du Pacifique tout comme la Nouvelle-Calédonie et la Polynésie française (membres à part entière depuis 2016) ; la France est aussi un des membres fondateurs de la Commission du Pacifique Sud, organe de coopération technique et d’expertise qui permet de mobiliser les fonds internationaux.

## Histoire
La relation commerciale entre les deux pays est presque inexistante, à l’exception de quelques flux ponctuels.
Le président Tommy Remengesau s'est rendu en France  en juin 2015 à l’occasion de la « Journée des Océans » de l’UNESCO et il est reçu au palais du Luxembourg, dans le cadre d'un colloque « Changement climatique : les incidences sur les îles du Pacifique »; il retourne à Paris en novembre 2015 dans le cadre de la COP 21.